# AGM-114 Hellfire
El AGM-114 Hellfire es un misil aire-tierra estadounidense diseñado para destruir carros de combate desde helicópteros o aviones, las primeras tres generaciones del misil Hellfire eran guiadas por láser y la cuarta generación utiliza un buscador de frecuencia de radar.

## Historia
El programa para diseñar el misil Hellfire empezó primero en 1971 pero los primeros componentes láser no fueron diseñados hasta 1976  y fue en 1981 cuando se terminaron de probar los primeros prototipos por el Ejército de los Estados Unidos, en 1982 se autoriza su producción y en 1985 entraron en servicio  en las Fuerzas Armadas de Estados Unidos. Desde que se comenzó a usar el AGM-114 se ha empleado en numerosos conflictos como en la Invasión estadounidense de Panamá de 1989, la Guerra del Golfo, la Guerra en Afganistán de 2001 y la Guerra de Irak.
Debido a que el AGM-114 Hellfire es guiado principalmente por láser y el misil contiene una pequeña carga explosiva en comparación de otros misiles como el AGM-65 Maverick se ha preferido usar en vez de otros misiles o artillería en conflictos que han tenido lugar durante combate urbano como en Bagdad para reducir el daño colateral.
En enero del 2016 el periódico Wall Street Journal reportó que un misil de entrenamiento sin cabeza explosiva fue accidentalmente enviado en el año 2014 a Cuba, luego de haber sido utilizado en una misión de entrenamiento en Europa. Después el misil de pruebas fue devuelto a los EE. UU. Luego se supo que este misil no contenía fuselaje, ni equipo de guía, ni motor.

## Variantes
- AGM-114A: Hellfire básico, se produjeron 31 616 y fue remplazado por el AGM-114C.
- AGM-114B: Diseñado para uso antibuque, se puede usar desde aeronaves navales.
- AGM-114C: Diseñado con sistema de guía láser mejorado.
- AGM-114F: Ínterin HELLFIRE contiene una ojiva HEAT secundaria para mejor penetración contra vehículos blindados.
- AGM-114K HELLFIRE II
- AGM-114L Longbow Hellfire: Misil mejorado para condiciones adversas y diseñado para usarse desde el AH-64 Apache.

## Plataformas de lanzamiento
Aviones
- A-10 Thunderbolt II
- Cessna 208[4]

Helicópteros
- AH-1W Cobra
- AH-64 Apache
- Agusta A129 Mangusta
- Eurocopter Tiger ARH
- SH-60 Seahawk
- OH-58D Kiowa Warrior
- RAH-66 Comanche
- UH-60 Black Hawk
- Westland WAH-64 Apache

UAVs
- MQ-1B Predator
- MQ-1C Grey Eagle
- MQ-9 Reaper

Otros
- Combat Boat 90
- P 6297 Hellfire Missile Boat

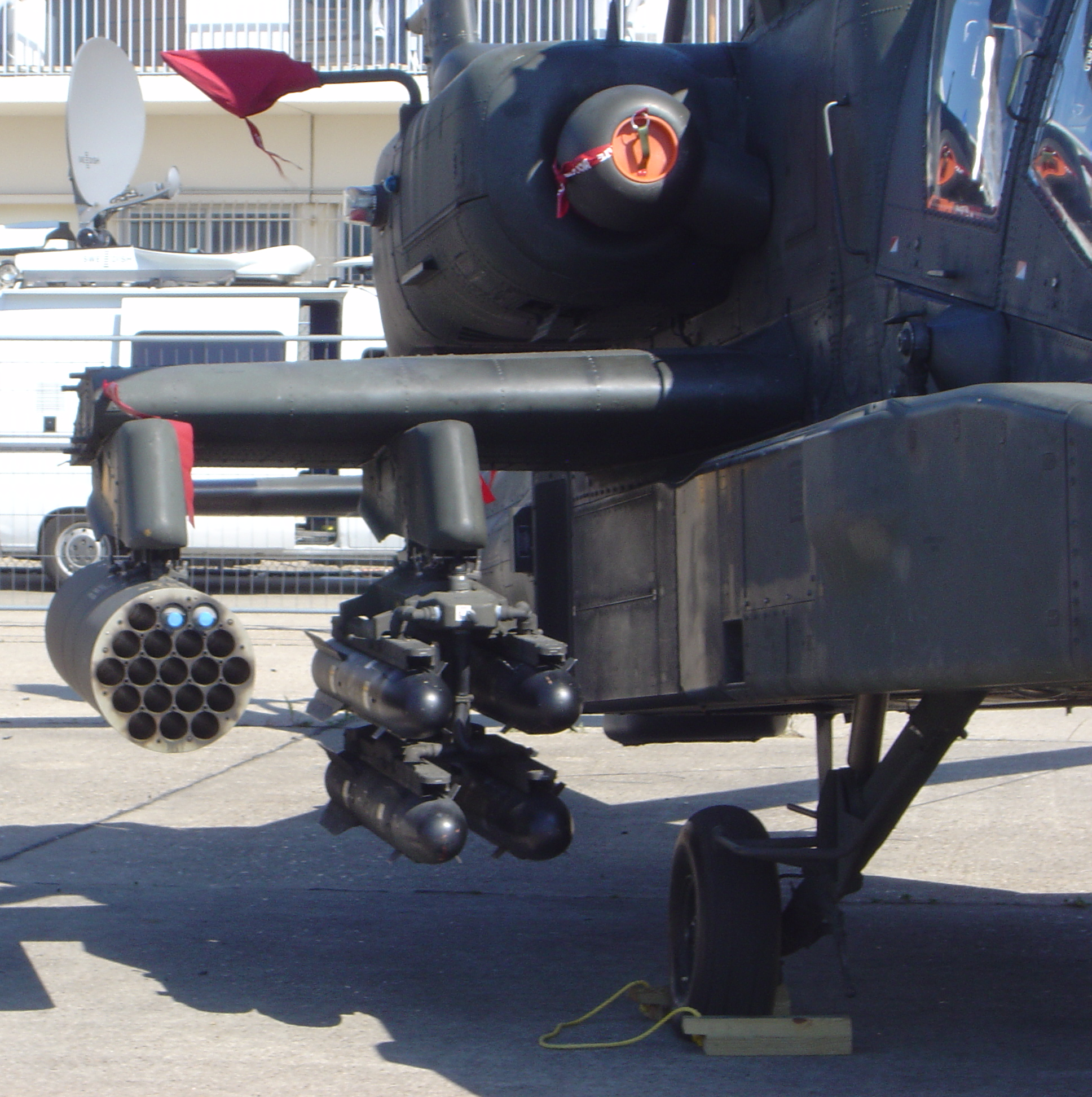
Cuatro misiles Hellfire montados en un AH-64 Apache.

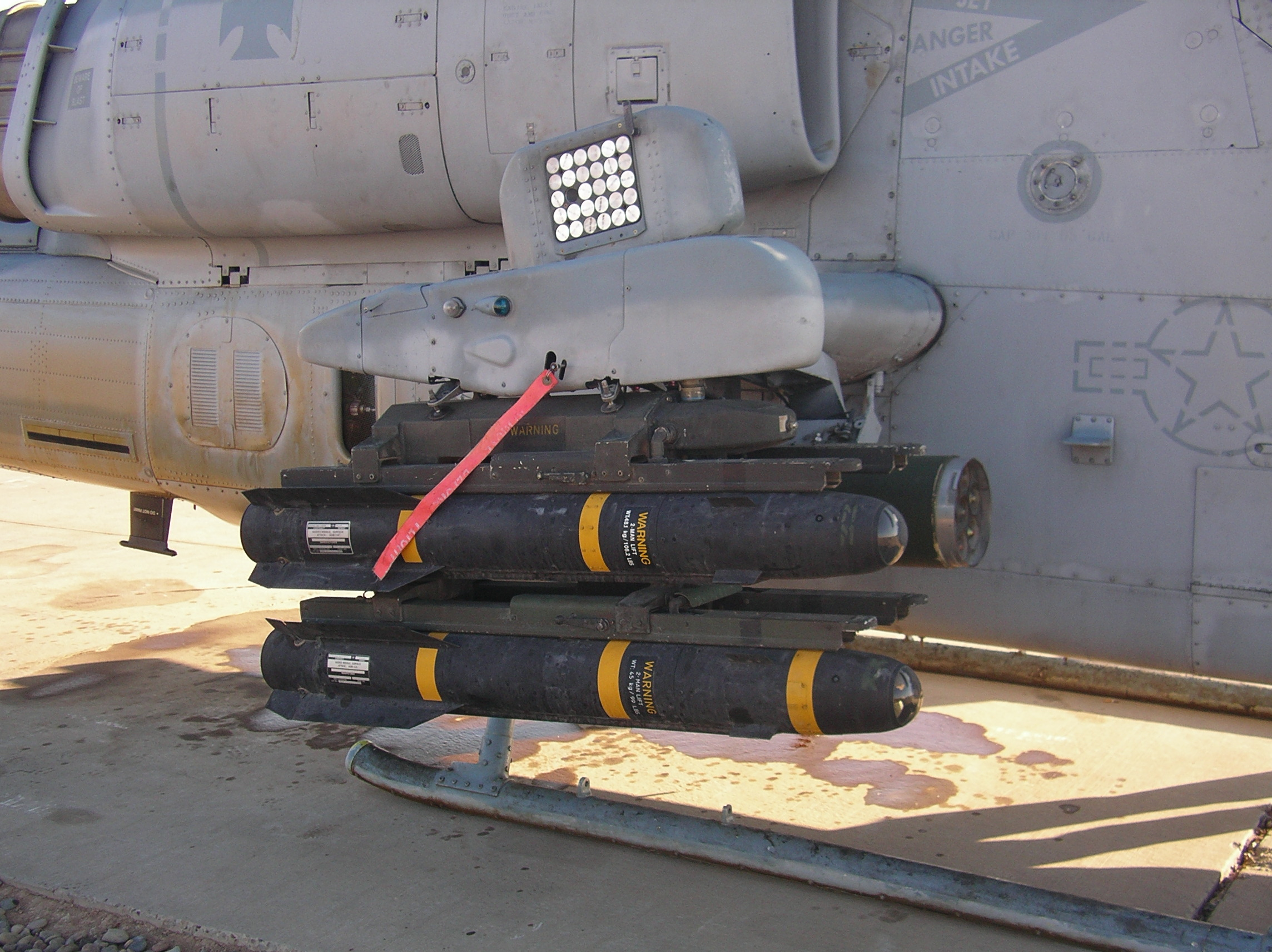
Dos misiles Hellfire montados en un AH-1W Super Cobra del Cuerpo de Marines de los Estados Unidos.

- Sistema de lanzamiento terrestre portátil

El sistema ha sido probado para su uso en el vehículo Humvee (o HMMWV) y el Improved TOW Vehicle (ITV). También se han hecho disparos de prueba desde un C-130 Hercules. Suecia y Noruega usan el Hellfire para defensa costera, y Noruega ha realizado pruebas con estaciones de apuntamiento y lanzaderas Hellfire montadas en el barco de asalto costero Stridsbåt 90.

## Operadores

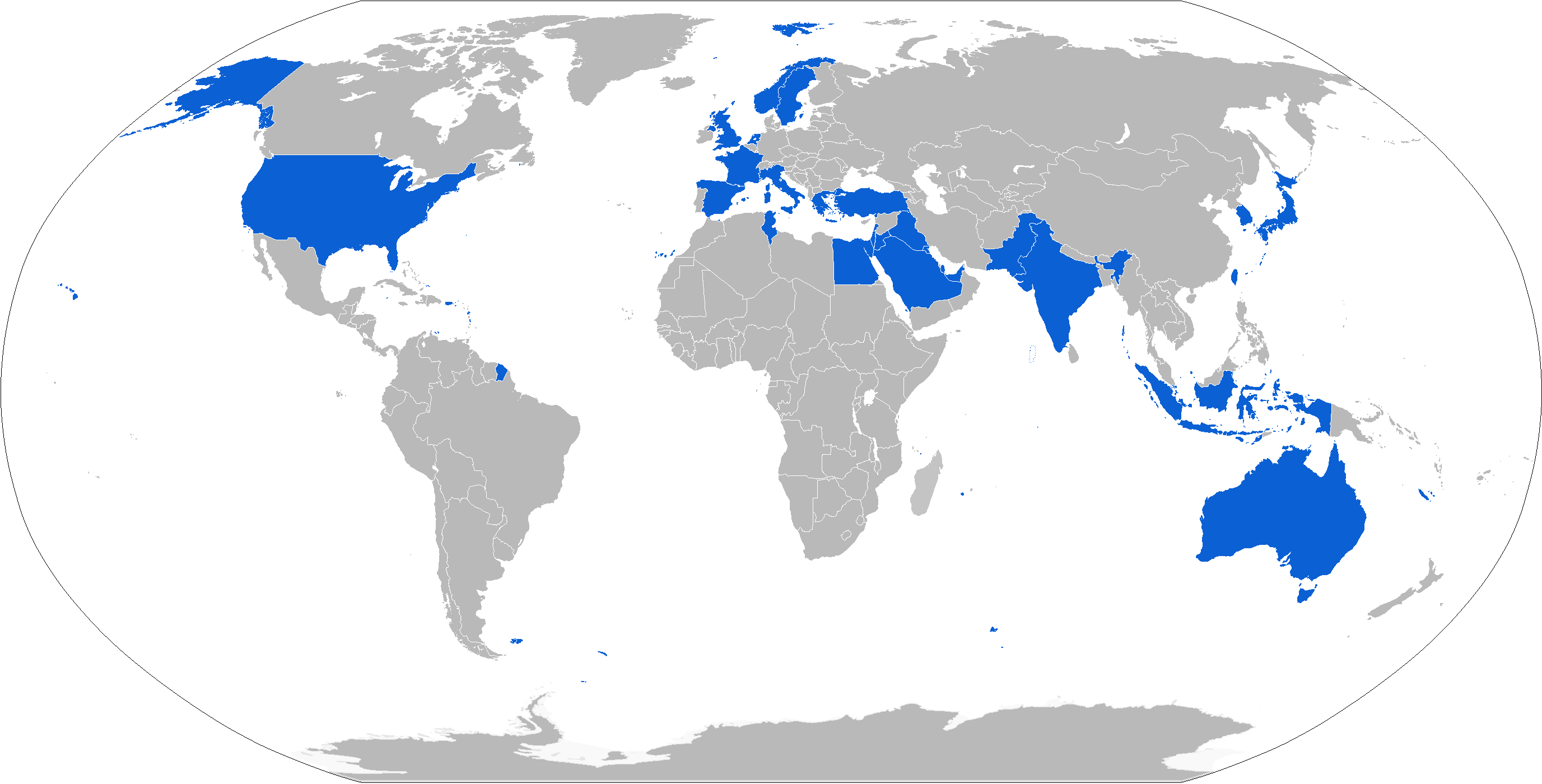
Mapa con operadores AGM-114 Hellfire en azul

| - Arabia Saudita - Australia - Catar - Croacia - Egipto - Emiratos Árabes Unidos - España - Estados Unidos - Francia - Grecia - India - Irak - Israel | - Italia - Japón - Jordania - Corea del Sur - Kuwait - Líbano - Países Bajos - Noruega - República de China - Singapur - Suecia - Turquía - Reino Unido |